# Regering (Storbritannien)
 For alternative betydninger, se Regering (flertydig). (Se også artikler, som begynder med Regering)
Hendes Majestæts Regering (Her Majesty’s Governemnt forkortet HMG) er Storbritanniens centralregering. Under den uskrevne britiske forfatning ligger den udøvende magt hos monarken, som dog i realiteten kun kan udøve statsmagten efter råd fra kabinettet, der er et kollektivt organ af de øverste ministre.
Regeringen er betegnelsen for samtlige ministre. De er normalt medlem af enten Underhuset eller Overhuset. En minister er kun med i kabinettet, hvis han også er medlem af statsrådet. Medlemmer af regeringen er både individuelt og kollektivt politisk ansvarlige over for parlamentet og befolkningen for deres rådgivning af Hendes Majestæt og for enhver handling, der foretages i hendes navn. Også handlinger foretaget af departementernes stab.
Regeringen har foruden almindelig udøvende og lovfæstende beføjelser, også derogationskompetence og ret til at besætte en række embeder. Dog er en række af de mest magtfulde embedsmænd og organer (herunder Hendes Majestæts dommere og lokale myndigheder) mere eller mindre uafhængige af regeringen, og regeringens beføjelser er juridisk set begrænset til dem, som tilfalder kronen som følge af enten common law eller en lov vedtaget af parlamentet eller Den Europæiske Union.
Regeringen ledes af premierministeren, som udpeges af dronningen. I modsætning til Danmark har Storbritannien hverken en kongerunde eller kongelige undersøgere. I stedet er det en statsretlig sædvane, at dronningen vælger den partileder i Underhuset, der med størst sandsynlighed vil kunne få flertal der. Før 1900-tallet var det ikke unormalt, at premierministre var medlem af Overhuset. Premierministeren bor og har kontor i Downing Street nr. 10, der som de fleste departementer ligger i Westminster. Premierministeren udvælger de øvrige medlemmer af regeringen, og dronningen godkender eller afviser dem. Vedtager Underhuset et mistillidsvotum, må hele regeringen træde tilbage.
Den nuværende premierminister er Boris Johnson, der er leder af Det Konservative Parti. Han blev formelt udnævnt af Dronning Elizabeth II den 24. juli 2019.

## Titler
Titlerne på de britiske ministre kan ofte være forvirrende for danskere, da titlen "minister" kun bruges om premierministeren, vicepremierministeren og en række mindre betydende ministre, mens de kendteste ministre har titlen "Secretary of State", f.eks. hedder forsvarsministren ikke "Minister of Defence" men "Secretary of State for Defence". Yderligere forvirrende kan være at ordet "minister" på engelsk også bruges om en bestemt type præster, eller i visse tilfælde generelt om præster.
Endvidere bruges i enkelte tilfælde betegnelsen "Chancellor" og man bruger i en række tilfælde forskellige titler afhængig af om en minister optræder som del af regeringen eller som del af statsrådet. Følgende titler optræder oftesst blandt de højest rangerende ministre.
- "Prime minister" (Boris Johnson), er også "First Lord of the Treasury" men det betyder ikke at han også er finansminister
- "Deputy Prime Minister" er ikke en fast titel der udnævnes i alle regeringer.
- "First Secretary of State" er titlen på udenrigsministeren
- "Chancellor of the Exchequer" er titlen på finansministeren, der også er "Second Lord of the Treasury". Desuden er der en vicefinansminister med titlen "Chief Secretary to the Treasury"
- "Secretary of State for Justice" er titlen på Jusistsministeren, der p.t. også holder titlen "Lord High Chancellor" som er en titel der i statsrådet er højere end "Lord High Treasurer" som er premierministeren
- "Lord President of the Council" er den formellem ordfører (leder) for statsrådets møder, men behøves ikke være en minister i regeringen.